# Oneirogen

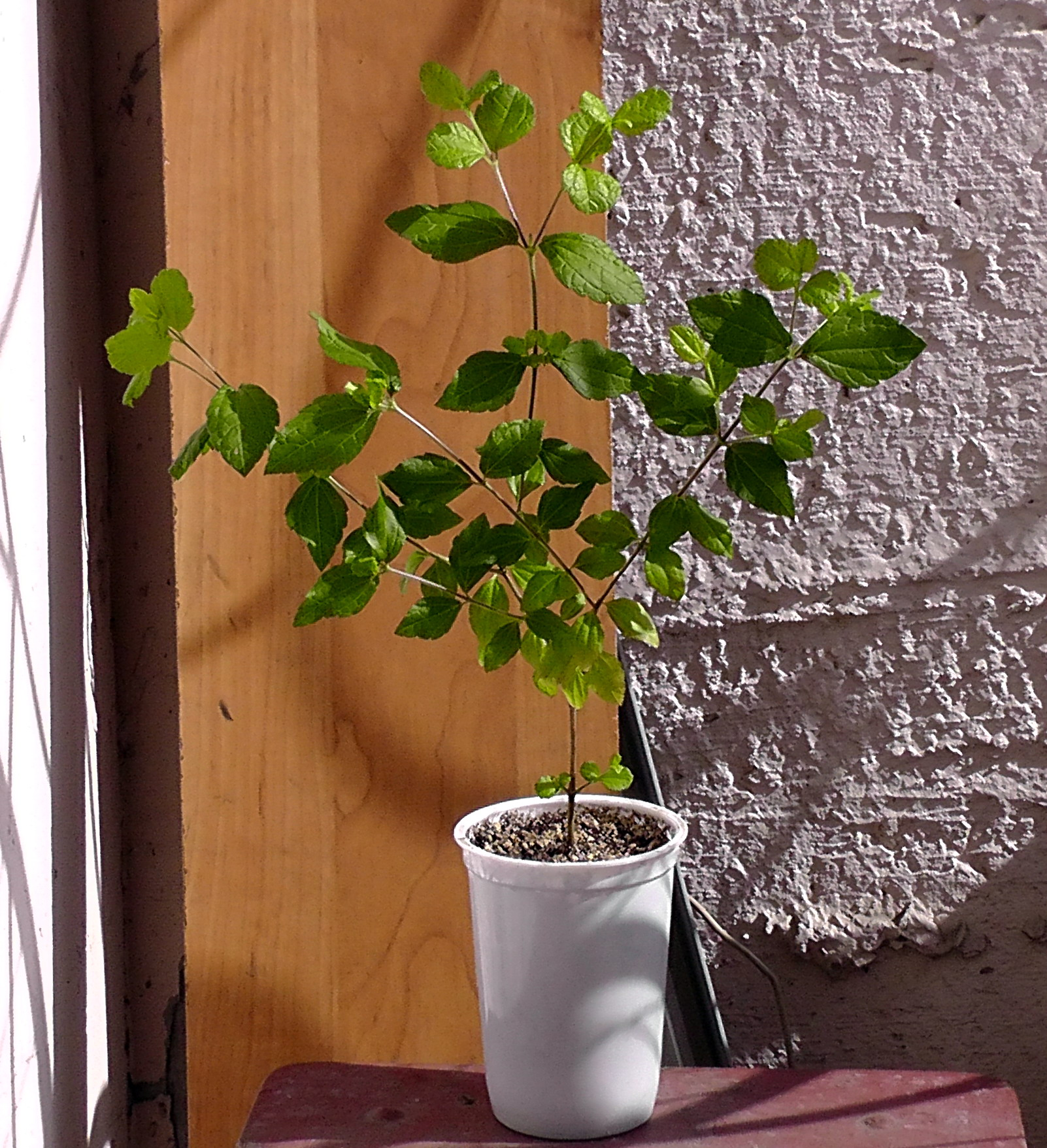
Calea ternifolia – jeden z przykładowych oneirogenów

Onirogen (z greckiego ὄνειρος óneiros oznaczającego „sen” i gen „tworzyć”) – roślina lub substancja, intensyfikujaca marzenia senne lub produkująca stany świadomości podobne do snu REM, które charakteryzują się halucynacjami przypominającymi sen. Wiele ziół wzmacniających sny jak Calea ternifolia czy Entada rheedii tak jak i halucynogenna Szałwia wieszcza były wykorzystywane przez tysiące lat do wróżenia przez sny – onejromancje, podczas której adepci rzekomo otrzymywali przez sny prorocze przekazy.
O stosowaniu środków wspomagających odmienne stany świadomości stosowanych w starożytności, jak i okresie Średniowiecza wspomina Roman Bugaj.
Termin oneirogen opisuje szerokie spektrum roślin i substancji chemicznych zaczynająca się na środkach intensyfikujących sen do dysocjantów i deliriantów. Do efektów użycia oneirogenów zalicza się: mikrosen, hipnagogia, stany fugi, świadome sny oraz doświadczenia poza ciałem.

## Lista możliwych oneirogenów
- Amanita muscaria (zawiera muscymol)
- Amfetamina i inne stymulanty mogą wywoływać epizody psychotyczne (zwane psychozą amfetaminową), które można porównać do wybuchów aktywności we śnie, spontanicznie przeradzających się w stany czuwania; nie jest to spowodowane samą substancją, ale raczej wynikiem przedłużonego tłumienia aktywności cholinergicznej i snu REM z powodu nadużywania amfetaminy lub środków pobudzających[potrzebny przypis].
- Artemisia douglasiana(inne języki)  jest zachodnim północnoamerykańskim gatunkiem aromatycznego zioła z rodziny astrowatych, które może być używane jako kadzidło, herbata albo palone, aby wywołać żywe i świadome sny[potrzebny przypis].
- Behnia reticulata
- Bylica pospolita
- Korzeń dzikich szparagów czerwonych może powodować sny o lataniu[potrzebny przypis].
- Pokrzyk wilcza jagoda (zawiera atropinę, hioscyjaminę i skopolaminę)
- Atropina (poprzez blokadę receptorów acetylocholiny)[potrzebny przypis]
- Benzatropina
- Calea ternifolia (afrykańskie ziele snu) jest tradycyjnie używana w Ameryce Środkowej jako uznany sposób na wywoływanie świadomych snów i wróżenie ze snów. Może powodować żywe sny. Przyjmowane jako herbata lub palone[2][3].
- Bieluń (zawiera atropinę, hioscyjaminę i skopolaminę)
- Dekstrometorfan (główny składnik wielu syropów na kaszel)[potrzebny przypis]
- Dimetylotryptamina może wywoływać intensywnie żywe i surrealistyczne sny.
- Difenhydramina może wywołać intensywny hipnagogiczny mikrosen podobny do fazy REM, często nie do odróżnienia od rzeczywistości. Osiąga to poprzez blokowanie różnych receptorów acetylocholiny w mózgu[4].
- Entada rheedii[potrzebny przypis]
- Wykazano, że galantamina zwiększa świadome śnienie o 27% w 4 mg i 42% w 8 mg w badaniu z podwójnie ślepą próbą z 2018 roku, trwającym trzy noce[5].
- Śnieżyczka – Uważa się, że alkaloid znajdujący się w roślinie zwiększa stężenie acetylocholiny – neuroprzekaźnika, który odgrywa bardzo aktywną rolę w śnie[potrzebny przypis].
- Harmalina[potrzebny przypis]
- Hioscyjamina
- Ibogaina[potrzebny przypis]
- Ibogamina
- Ilex guayusa może powodować żywe sny i pomaga w przypominaniu sobie snów.[potrzebny przypis]
- Ketamina
- Melatonina i Ramelteon mogą powodować żywe sny jako efekt uboczny[potrzebny przypis]
- Mirtazapina[6] paroksetyna i wareniklina często wywołują żywe sny[potrzebny przypis].
- MMDA[potrzebny przypis]
- Muscymol[7] i inni agoniści receptora GABA, jak np. Zolpidem[potrzebny przypis]
- Gałka muszkatołowa w powszechnie stosowanych ilościach. Mirystycyna i elemycyna, mogą zwiększyć intensywność snów.[potrzebny przypis]
- Suszone kwiaty grzybieni można palić, a kłącza jeść, aby wywołać żywe sny[potrzebny przypis].
- Wiele opioidów może wywoływać euforyczny stan przypominający sen, zwany potocznie „kiwaniem głową”[potrzebny przypis].
- Poganek rutowaty (zawiera harmalinę)
- Szałwia wieszcza i inni agoniści receptora Kappa[potrzebny przypis]
- Skopolamina
- Silene undulata („afrykański korzeń snów”) jest używany przez ludność Xhosa w Południowej Afryce do wywoływania świadomych snów.[8]
- Iboga narkotyczna
- Dietyloamid kwasu lizergowego małe i średnie dawki zwiększają czas trwania pierwszej i drugiej fazy REM a podczas reszty snu powodują aktywności podobne do fazy REM[9]

## Sporne oneirogeny
- Kozłek lekarski – Badanie przeprowadzone w Wielkiej Brytanii w 2001 roku wykazało, że korzeń kozłka znacznie poprawił bezsenność wywołaną stresem, ale jako efekt uboczny znacznie zwiększył intensywność snów. Badanie to wykazało, że korzeń kozłka wpływa na fazę REM ze względu na naturalne chemikalia i olejki eteryczne, które stymulują receptory serotoninowe i opioidowe. Inne badanie nie wykazało żadnych zmian encefalograficznych u osób pod jego wpływem[10][11][12].

## Niebezpieczne oneirogeny
- Tabernanthe iboga (iboga) to wieloletni krzew lasu deszczowego pochodzący z Afryki Zachodniej. Wiecznie zielony krzew pochodzący z Gabonu, Demokratycznej Republiki Konga i Republiki Konga, uprawiany w całej Afryce Zachodniej. W tradycyjnej medycynie i rytuałach afrykańskich żółtawy korzeń lub kora jest używany do wywołania halucynacji i stanów bliskich śmierci, przy czym zdarzają się przypadki zgonów[13].

## Onirogeny niechemiczne
- Dudnienia różnicowe mogą być używane do stymulacji lub wywoływania stanów snu, takich jak hipnagogia lub sen z szybkimi ruchami gałek ocznych. Najbardziej znanym tego typu komercyjnym rozwiązaniem wspomagającym naukę świadomego śnienia jest Hemi-Sync.
- Wykazano, że ćwiczenia mindfulness mogą wywoływać świadome sny[14].
- Deprywacja snu może powodować niezwykłe, czasem świadome sny poprzez efekt odbicia REM[15].